# Mercedes-Benz M 282
| Mercedes-Benz        | Mercedes-Benz             |
| -------------------- | ------------------------- |
|                      |                           |
| M 282                |                           |
| Hersteller:          | Mercedes-Benz             |
| Produktionszeitraum: | seit 2018                 |
| Funktionsprinzip:    | Otto                      |
| Bauform:             | Reihenmotor, Vierzylinder |
| Motoren:             | 1,3 Liter (1332 cm³)      |
| Vorgängermodell:     | M 270                     |
| Nachfolgemodell:     | keines                    |
| Ähnliche Modelle:    | M 200 Renault H5Ht        |

Der M 282 ist ein Vierzylinder-Ottomotor von Mercedes-Benz. Der Motor ist das Nachfolgemodell der 1,6-Liter-Variante des M 270 und wurde bei Markteinführung in der A-Klasse (W 177) angeboten. Der M 282 wurde unter Führung von Mercedes-Benz in Kooperation mit Renault entwickelt. Gefertigt wird der Motor bei der MDC Power GmbH im Werk Kölleda und künftig auch im Werk Peking.

## Technik

### Grundmotor
Bei dem Vierzylinder-Reihenmotor sind Zylinderkopf und Gehäuse aus Aluminium gefertigt. Der Hubraum beträgt 1332 cm³ mit einer Bohrung von 72,2 mm und einem Hub von 81,4 mm; der Zylinderabstand misst 85 mm, was geringere Abmessungen begünstigt. Das Verdichtungsverhältnis beträgt 10,6. Die Bauteile des Rumpfmotors werden von Renault beigesteuert. Die Laufflächen der Zylinder und die Kolben haben Beschichtungen für geringere Reibung.
Die vier Ventile pro Zylinder (Vierventiltechnik) werden über zwei obenliegende, von einer Steuerkette angetriebene Nockenwellen gesteuert.
Im A 200 in Verbindung mit dem Doppelkupplungsgetriebe (7G-DCT-Getriebe bzw. seit Modelljahr 2020 8G-DCT für 2000 Euro Aufpreis) setzt Mercedes-Benz erstmals bei einem Vierzylindermotor eine Zylinderabschaltung im Teillastbereich ein. Dabei bleiben bei geringer Last im Bereich von 1250/min bis 3800/min die Ein- und Auslassventile des zweiten und dritten Zylinders durch eine Ventilhubverstellung geschlossen. Die verbleibenden zwei Zylinder laufen so unter höherer Last und damit effizienter.
Der Zylinderkopf wird wegen seiner Form vom Hersteller als Delta-Zylinderkopf bezeichnet. Er ist etwas höher, aber wesentlich schmaler und leichter als herkömmliche Zylinderköpfe. Die teilintegrierten Einlass- und Auslasskrümmer tragen zur kompakten Bauweise bei. Die Mehrloch-Einspritzdüsen sind zentral im Brennraum angeordnet. Es wird eine Einspritz-Hochdruckpumpe mit maximal 250 bar verwendet, auf die Daimler ein Patent hält.
Mit dem Mercedes M 282 lassen sich verschiedene Getriebe kombinieren: ein manuell zu schaltendes Sechsganggetriebe, die Doppelkupplungsgetriebe 7G-DCT oder 8G-DCT (bei Plug-in-Hybrid und seit Modelljahr 2020 bei allen Varianten) und in Fahrzeugen mit Allradantrieb die 4MATIC.

### Aufladung und Abgas
Der Motor verfügt über einen Abgasturbolader mit einem elektrisch gesteuerten Wastegateventil.
Hinter der Turbine des Turboladers kommt zunächst ein Drei-Wege-Katalysator zum Einsatz. Der Motor verfügt serienmäßig über einen Partikelfilter.

### 48V-Mild-Hybrid
Zu Dezember 2022 folgte in der modellgepflegten A-Klasse W177 und B-Klasse W247 auch die 48V-Mild-Hybrid-Version des M282 (Quelle: Preisliste Deutschland ab 25. Oktober 2022). Auch hier kommt wie beim M 260 ein riemengetriebener Startergenerator (RSG) mit 10 kW zum Einsatz. Es wird erwartet, dass sich diese Änderung dann auch auf Basismotorisierungen in GLA und CLA auswirken wird.

## Versionen

### M 282 DE 14 AL *
| Verkaufsbezeichnung | Baureihe     | Bauzeitraum  |
| --- | ------------ | ------------ |
| Hubraum: 1332 cm³, Leistung: 80 kW (109 PS) bei 5000/min, Drehmoment: 180 Nm bei 1375–?/min                                                      |              |              |
| A 160 | Baureihe 177 | seit 06/2018 |
| B 160 | W 247        | seit 04/2019 |
| Hubraum: 1332 cm³, Leistung: 100 kW (136 PS) bei 5000/min, Drehmoment: 200 Nm bei 1460–?/min                                                     |              |              |
| A 180 | Baureihe 177 | seit 06/2018 |
| B 180 | W 247        | seit 2019    |
| CLA 180 | Baureihe 118 | seit 03/2019 |
| Hubraum: 1332 cm³, Leistung: 120 kW (163 PS) bei 5500/min, Drehmoment: 250 Nm bei 1620–4000/min                                                  |              |              |
| A 200 | Baureihe 177 | seit 05/2018 |
| B 200 | W 247        | seit 12/2018 |
| CLA 200 | Baureihe 118 | seit 03/2019 |
| Hubraum: 1332 cm³, Systemleistung: 160 kW, Systemdrehmoment: 450 Nm, Verbrennungsmotor: 118 kW bei 5500/min, 250 Nm, Elektromotor: 75 kW, 300 Nm |              |              |
| A 250 e | Baureihe 177 | seit 08/2019 |
| B 250 e | W 247        | seit 11/2019 |
| CLA 250 e | Baureihe 118 | seit 06/2020 |

 * Die Motorbezeichnung ist wie folgt verschlüsselt:
M = Motor (Otto), Baureihe = 3-stellig, DE = Direkteinspritzung, Hubraum = Deziliter (gerundet), L = Ladeluftkühlung, A = Abgasturbolader